# Св. св. Петър и Павел (Любойно)
Вижте пояснителната страница за други значения на Свети апостоли Петър и Павел.
„Св. св. Петър и Павел“ (на македонска литературна норма: „Св. св. Петар и Павле“) е църква в село Любойно, Преспа, част от Преспанско-Пелагонийската епархия на Македонската православна църква – Охридска архиепископия.
Комплексът храм, чешма и камбанария е разположен на малко плато в гористия дял на Баба над Любойно. Храмът е издигнат през 1923 година със средствата на Никола Христов Стасов от Любойно. Фасадите на западната, южната и северната страна са декорирани в духа на междувоенния период. В горните части имат триъгълен завършек, над който е покривната констуркция във формата на кръст с купол с осемнстранен барабан. Входовете са от запад и север. Интериорът предлага интересни архитектурни решения. Иконостасът е двуредов.